# 微軟認證系統工程師

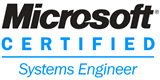
「微軟認證系統工程師」標誌

微軟認證系統工程師（英語：Microsoft Certified Systems Engineer，简称：MCSE）是微軟認證中的高階認證之一，代表持有認證的專業人員，對微軟的伺服器，網路技術，系統管理的建置，管理，部署以及維護等工作具有相當的經驗與知識，適合網路工程師，系統管理員，系統工程師或網路管理師等職務，在早期與MCSD並列微軟的兩大高階認證，最早的版本是Windows NT 3.51，接著在每個Windows Server的版本更新，就會更新MCSE的認證要求，早期的MCSE都要考一科網路知識的必考科目Exam 70-058: Networking Essentials，一直到Windows 2000才納入Server的考試中。

## 考試科目
MCSE的考試科目分為核心考科和選考科目兩種，核心考科通常會包含網路知識，伺服器管理，企業級伺服器與網路管理，用戶端作業系統等考試，考科數大約4-6科，由於科目很多，對於考生準備與應考上會有相當壓力，不過以系統管理與系統工程的角度，以及微軟產品的涵蓋度來看，考如此多科確有必要。在MCSE on Windows 2000開始，由於對MCSE的資格認可加上了設計的要求，因此在Windows 2000考試中首次出現設計網路架構的考試科目。
以Windows Server 2003版本的MCSE為例，其核心考試科目為：
- 用戶端考試：
  - Exam 70-270: Implementing and Supporting Microsoft Windows XP Professional
- 伺服器考試（1）：
  - Exam 70-290: Managing and Maintaining a Windows Server 2003 Environment
- 伺服器考試（2）與網路管理：
  - Exam 70-291: Implementing, Managing and Maintaining a Windows Server 2003 Network Infrastructure
- 網路服務規劃：
  - Exam 70-293: Planning and Maintaining a Windows Server 2003 Network Infrastructure
- 目錄服務規劃與實作：
  - Exam 70-294: Planning, Implementing and Maintaining a Windows Server 2003 Active Directory Infrastructure
- 網路服務設計（擇一應考）：
  - Exam 70-297: Designing a Windows Server 2003 Directory Service and Network Infrastructure
  - Exam 70-298: Designing Security for Windows Server 2003 Network

選考科目則是以微軟Microsoft Servers（早期稱為Microsoft BackOffice）的伺服器產品為主，任選二科，像是Systems Management Server，Exchange Server（早期為Microsoft Mail），SQL Server，SNA Server（現為Host Integration Server），Proxy Server（現為Internet Security and Acceleration Server）等等都有列入考科中。

## 升級考試
MCSE也是微軟認證中，最早提供升級考試（Upgrade Exam）的認證，在Windows 2000推出的初期，微軟為了要加速Windows NT 4.0的MCSE認證專家們升級到Windows 2000，因此特別設計了一個限時的考試科目：Exam 70-240: Microsoft Windows 2000 Accelerated Exam for MCPs Certified on Windows NT 4.0，供Windows NT 4.0的MCSE升級之用。到了Windows Server 2003時代，微軟同樣的開發升級考試給MCSE on Windows 2000的認證專家利用，日後升級考試的策略也在其他系列的認證中開始提供。
- MCSE 2000或MCSA 2000升級到Windows Server 2003認證的升級考試：
  - Exam 70-292: Managing and Maintaining a Windows Server 2003 Environment for MCSA Certified on Windows 2000
  - Exam 70-296: Planning, Implementing and Maintaining a Windows Server 2003 Environment for MCSE Certified on Windows 2000

## 後續認證
由於微軟新一代認證階層的推展，MCSE已被MCITP取代，但現行的MCSE on Windows 2000和MCSE on Windows Server 2003仍為永久有效。
此認證的繼承者為：
- MCITP: Enterprise Administrator
- MCITP: Server Administrator